# 吉澤拉鄉
45°49′N 21°44′E / 45.817°N 21.733°E
吉澤拉鄉（羅馬尼亞語：Comuna Ghizela, Timiș），是羅馬尼亞的鄉份，位於該國西部，由蒂米什縣負責管轄，面積92平方公里，海拔高度120米，2002年人口1,231，人口密度每平方公里13人。